# Zaculeu

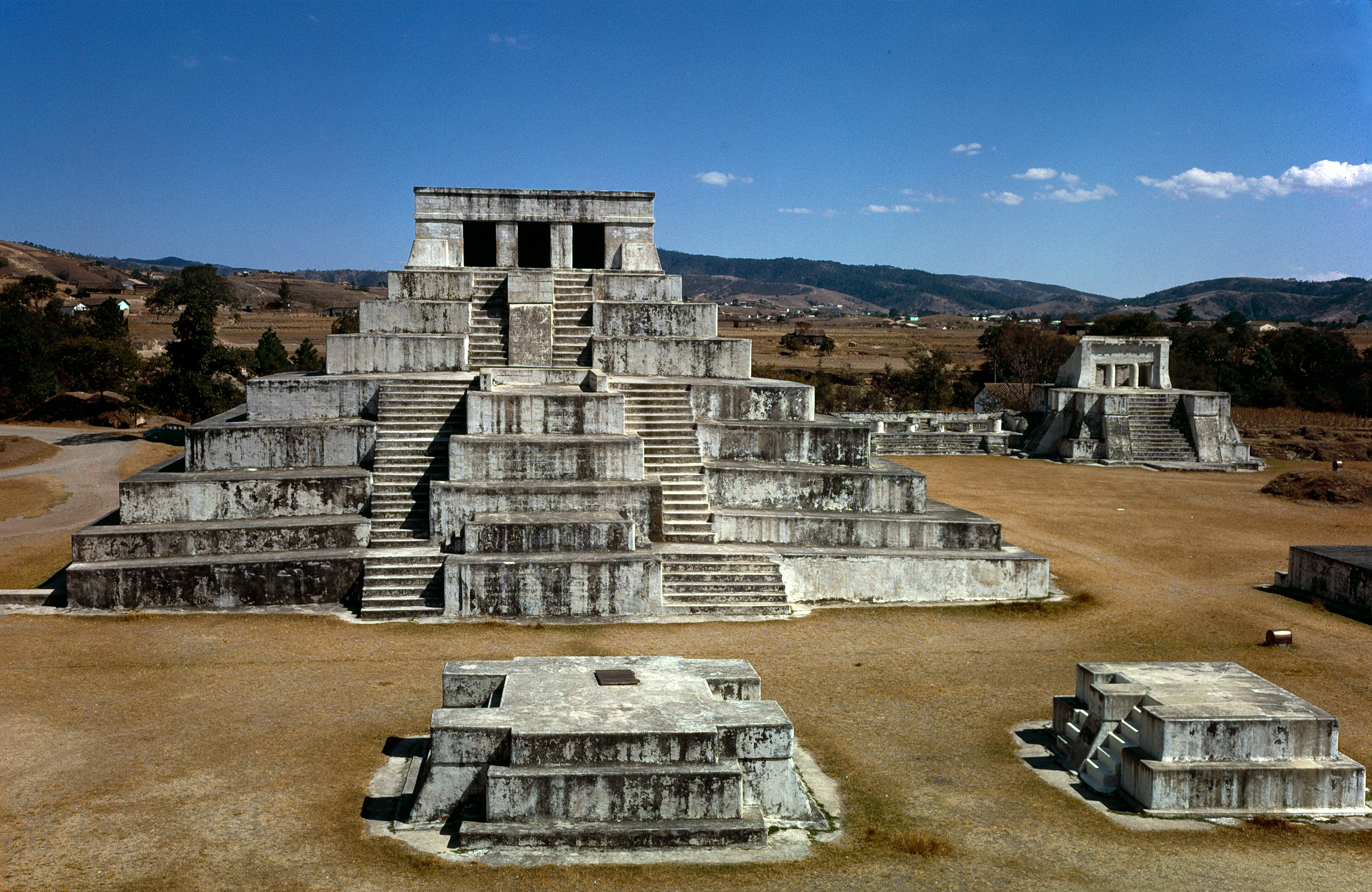
Vooraangezicht

Zaculeu (of Saqulew in de nieuwe ALMG-spelling) is de ruïne van een precolumbiaanse stad in de hooglanden van Guatemala, gelegen op enkele kilometers van Huehuetenango. Saqulew was de hoofdstad van het Mam-koninkrijk, een van de stadstaten uit de postklassieke periode van de Maya-beschaving.
Saqulew is de vertaling in het K'iche' van Zac Tz'otz, de oorspronkelijke naam in het Mam, en betekent Witte aarde. De Spanjaarden namen de K'iche'-naam over van de door hen geronselde K'iche'-krijgers die onder leiding van Pedro de Alvarado aan het beleg van de stad deelnamen.
Saqulew was al sinds de 5e eeuw bevolkt en de gebouwen uit deze periode vertonen invloeden van de Teotihuacán-stijl. De groter gebouwen stammen uit de klassieke periode. In de Postklassieke periode werden nieuwe groepen pleinen en gebouwen toegevoegd. Saqulew wordt nog steeds gebruikt als ceremonieel centrum van de Mam-bevolking.
De ruïnes zijn geopend voor toerisme en er bevindt zich een klein museum.